# 1509.
◄ | 15. stoljeće | 16. stoljeće | 17. stoljeće | ►
◄ | 1470-ih | 1480-ih | 1490-ih | 1500-ih | 1510-ih | 1520-ih | 1530-ih | ►
◄◄ | ◄ | 1506. | 1507. | 1508. | 1509. | 1510. | 1511. | 1512. | ► | ►►
Arhitektura • Astronomija • Glazba • Kazalište • Kiparstvo • Knjige • Književnost • Kršćanstvo • Medicina • Politika • Pravo • Promet • Slikarstvo • Znanost
1509. je bila godina prema gregorijanskom kalendaru koja nije bila prijestupna, a započela je u ponedjeljak.

## Događaji
- 2. veljače – bitka kod Diua u Indiji.
- 22. travnja – Henrik VIII. postaje kralj Engleske.
- 27. travnja – papa Julije II. ekskomunicira Veneciju zbog odbijanja predaje dijela Romagna pod papinsku vlast.
- sin Kristofora Kolumba, Diego Kolumbo, postaje podkralj Zapadnih Indija.
- Španjolci zauzimaju Oran u Africi.

## Rođenja
- 1. siječnja – Melchor Cano, španjolski teolog († 1560.).
- 25. siječnja – Giovanni Morone, talijanski kardinal († 1580.).
- 10. srpnja – Jean Calvin, francuski teolog i reformator († 1564.).
- 3. kolovoza – Étienne Dolet, francuski književnik i tiskar († 1546.).
- Ambroise Paré, francuski kirurg i anatomist († 1590.).
- Stanisław Odrowąż, poljski plemić († 1545.).
- Gonzalo Jiménez de Quesada, španjolski konkvistador († 1579.).
- Bernardino Telesio, talijanski filozof i znanstvenik († 1588.).
- vjerojatno – Jan van Leiden, nizozemski anabaptički vođa († 1536.).

## Smrti
- siječanj – Adam Kraft, njemački arhitekt (rođen oko 1455.).
- 21. travnja – Henrik VII., kralj Engleske (* 1457.).
- 10. svibnja – Caterina Sforza, forlijska grofica (* 1463.).
- 29. lipnja – Margaret Beaufort, majka Henrika VII. (* 1443.).
- Juraj Šižgorić – hrvatski latinistički pjesnik (* 1420.).

## Vanjske poveznice
|  | Zajednički poslužitelj ima još gradiva o temi 1509. |